# آکادمی نیروی دفاعی استرالیا
آکادمی نیروی دفاعی استرالیا (انگلیسی: Australian Defence Force Academy) دانشگاه نظامی زیرمجموعه نیروی دفاع استرالیا است، که در سال ۱۹۸۶ تأسیس شد.